# أمريكا: الحرية إلى الفاشية
أمريكا: الحرية إلى الفاشية (بالإنجليزية: America: Freedom to Fascism)‏ هو فيلم وثائقي تم إنتاجه في الولايات المتحدة وصدر في سنة 2006. من بطولة رون بول.

## وصلات خارجية
- أمريكا: الحرية إلى الفاشية على موقع IMDb (الإنجليزية)
- أمريكا: الحرية إلى الفاشية على موقع ميتاكريتيك (الإنجليزية)
- أمريكا: الحرية إلى الفاشية على موقع روتن توميتوز (الإنجليزية)
- أمريكا: الحرية إلى الفاشية على موقع نتفليكس (الإنجليزية)
- أمريكا: الحرية إلى الفاشية على موقع ألو سيني (الفرنسية)
- أمريكا: الحرية إلى الفاشية على موقع Turner Classic Movies (الإنجليزية)
- أمريكا: الحرية إلى الفاشية على موقع أول موفي (الإنجليزية)
- أمريكا: الحرية إلى الفاشية على موقع بوكس أوفيس موجو (الإنجليزية)
- أمريكا: الحرية إلى الفاشية على موقع فيلمافينيتي (الإسبانية)
- أمريكا: الحرية إلى الفاشية على موقع قاعدة بيانات الفيلم (الإنجليزية)